# 187700 Zagreb
187700 Zagreb é um asteroide do cinturão principal que orbitam entre Marte e Júpiter. Ele possui uma magnitude absoluta de 16,5.

## Descoberta
187700 Zagreb foi descoberto no dia 2 de março de 2008 através do Observatório Astronômico de Maiorca.

## Características orbitais
A órbita de 187700 Zagreb tem uma excentricidade de 0,0971549 e possui um semieixo maior de 2,6835090 UA. O seu periélio leva o mesmo a uma distância de 2,422793 UA em relação ao Sol e seu afélio a 2,944225 UA.